# جيمس ويليام
جيمس ويليام (بالإنجليزية: James Guillaume) (و. 1844 – 1916 م) هو كاتب، ومؤرخ، ولاسلطوي سويسري، ولد في لندن، وكان عضوًا في جمعية الشغيلة العالمية، توفي في باريس، عن عمر يناهز 72 عاماً.

## روابط خارجية
- جيمس ويليام على موقع ميوزك برينز (الإنجليزية)